# Таннел-Гілл (Джорджія)
Таннел-Гілл (англ. Tunnel Hill) — місто (англ. city) в США, в округах Вітфілд і Катуза штату Джорджія. Населення — 963 особи (2020).

## Географія
Таннел-Гілл розташований за координатами 34°51′19″ пн. ш. 85°2′12″ зх. д. / 34.85528° пн. ш. 85.03667° зх. д. (34.855413, -85.036778).  За даними Бюро перепису населення США в 2010 році місто мало площу 4,16 км², з яких 4,15 км² — суходіл та 0,00 км² — водойми.

## Демографія
Згідно з переписом 2010 року, у місті мешкало 856 осіб у 346 домогосподарствах у складі 246 родин. Густота населення становила 206 осіб/км².  Було 371 помешкання (89/км²).
Расовий склад населення:
| - 93,5 % — білих - 3,7 % — чорних або афроамериканців - 0,7 % — корінних американців - 0,2 % — азіатів - 1,5 % — осіб інших рас |

До двох чи більше рас належало 0,4 %. Частка іспаномовних становила 3,5 % від усіх жителів.
За віковим діапазоном населення розподілялося таким чином: 20,4 % — особи молодші 18 років, 60,3 % — особи у віці 18—64 років, 19,3 % — особи у віці 65 років та старші. Медіана віку мешканця становила 44,4 року. На 100 осіб жіночої статі у місті припадало 103,8 чоловіків;  на 100 жінок у віці від 18 років та старших — 96,3 чоловіків також старших 18 років.
Середній дохід на одне домашнє господарство  становив 60 626 доларів США (медіана — 47 037), а середній дохід на одну сім'ю — 69 706 доларів (медіана — 57 917). Медіана доходів становила 32 500 доларів для чоловіків та 31 875 доларів для жінок. За межею бідності перебувало 4,4 % осіб, у тому числі 4,7 % дітей у віці до 18 років та 5,1 % осіб у віці 65 років та старших.
Цивільне працевлаштоване населення становило 528 осіб. Основні галузі зайнятості: виробництво — 34,1 %, освіта, охорона здоров'я та соціальна допомога — 18,6 %, роздрібна торгівля — 10,2 %, фінанси, страхування та нерухомість — 6,1 %.